# Arnold Layne
Arnold Layne a fost primul single al trupei britanice de rock psihedelic Pink Floyd, lansat la scurt timp după ce formația semnase un contract cu EMI. Cântecul a fost scris de Syd Barrett, unul dintre fondatorii grupului și liderul acestuia. Deși nu a fost inclusă pe albumul de debut al trupei, The Piper at the Gates of Dawn, "Arnold Layne" a devenit foarte populară în rândul fanilor, melodia găsindu-se pe numeroase compilații ale formației. 

## Componență
- Syd Barrett - chitară și voce
- Roger Waters - bas
- Richard Wright - orgă și voce de fundal
- Nick Mason - tobe și percuție